# Anike Agbaje-Williams
Anike Agbaje-Williams (nhũ danh Kuforiji) là một trong những người phát thanh bản tin tiên phong của Nigeria. Bà là nữ phát thanh viên truyền hình và phát thanh viên đầu tiên ở Nigeria.

## Cuộc đời và sự nghiệp
Agbaje-Williams sinh ra ở Abeokuta vào ngày 23 tháng 10 năm 1936. Bà là con gái thứ ba của gia đình Kuforiji, có cha là người thừa kế Egba. Bà đã dành quãng thời gian học tiểu học và trung học cơ sở của mình ở Lagos dưới sự chăm sóc của những người giám hộ, bà Gbemisola Rosiji, vợ của Ayo Rosiji, Giám mục và bà S.C. Philips. Bà theo học Trường nữ sinh C.M.S. Đến năm 1950 thì trường CMS được dời đến Ibadan và đổi tên thành Trường St Anne, bà cũng chuyển đến trường và hoàn thành việc học tại đây.
Sau khi học xong trung học, bà làm việc trong Tập đoàn phát thanh truyền hình Nigeria tại Ikoyi, Lagos vào năm 1955. Sự nghiệp làm phát thanh bản tin đến với Abgaje-Williams khi người đồng nghiệp vắng mặt. Chính vào ngày hôm ấy, một đồng nghiệp thường đọc những mẩu tin nhỏ trên radio đã không có mặt mà không có thông báo trước, người dẫn chương trình sau đó yêu cầu cô thế vào vị trí anh ta. Agbaje-Williams đọc mẫu tin, chất giọng của bà đã làm người giám sát rất ấn tượng, sau đó bà được mời vào bộ phận chương trình với tư cách là một phát thanh viên chính thức.
Khi một đài truyền hình được thành lập tại Ibadan, bà được xin được phỏng vấn và sau đó được giao một công việc tại nhà ga. Agbaje-Williams là thế hệ tiên phong của WNTV, là đài truyền hình đầu tiên ở Nigeria, bà cũng là phát thanh viên nữ đầu tiên của đài. Bà vươn lên trở thành nhà sản xuất và đạo diễn các chương trình tại đài truyền hình trước khi nghỉ hưu vào năm 1986.
Bà mất ngày 26 tháng 2 năm 2025.